# Marius Mayrhofer
Marius Mayrhofer (ur. 18 września 2000 w Tybindze) – niemiecki kolarz szosowy.

## Osiągnięcia
Opracowano na podstawie:

2017
- 1. miejsce w mistrzostwach Niemiec juniorów (start wspólny)
- 1. miejsce na 2. etapie Oberösterreich Juniorenrundfahrt

2018
- 1. miejsce w Grand Prix Bob Jungels
- 1. miejsce na etapach 1. i 2b Wyścigu Pokoju Juniorów
- 1. miejsce w klasyfikacji punktowej Oberösterreich Juniorenrundfahrt
  - 1. miejsce na 1. etapie
- 1. miejsce w Memorial Pietro Merelli
- 2. miejsce w mistrzostwach świata juniorów (start wspólny)

2023
- 1. miejsce w Cadel Evans Great Ocean Road Race

## Rankingi
| Rok             | 2019  | 2020 | 2021 | 2022 | 2023 | 2024 |
| --------------- | ----- | ---- | ---- | ---- | ---- | ---- |
| World Ranking   | 3035. | 775. | 974. | -    | 175. | 264. |
| UCI Europe Tour | 1857. | 619. | 730. | -    | -    | -    |
|                 |       |      |      |      |      |      |
| Źródło: UCI     |       |      |      |      |      |      |